# トヨタ・T100
T100は、日本の自動車メーカー、トヨタ自動車により製造・販売されたフルサイズピックアップトラックである。北米市場向けに開発され、生産は主に日野自動車の羽村工場で行われた。

## 歴史
1980年代から1990年代にかけて、トヨタ自動車は北米におけるコンパクトピックアップトラック市場で確固たる地位を築く中、北米におけるフルサイズピックアップトラック市場への参入を試み、一回り大型なピックアップトラックとして、1992年11月にT100を発売した。また、トヨタ・ハイラックスのオーナーは米国製フルサイズピックアップトラックへ乗り換える場合が多く、北米における同社のディーラーは、フルサイズピックアップトラックの発売を切望していた。開発に関しては、北米市場向けに特別に設計する形をとった。この手法は、4代目V30型トヨタ・カムリより一回り大型な初代XV10型トヨタ・カムリ、初代XR10/XR20型トヨタ・プレビアの後継の初代XL10型トヨタ・シエナにおいても使用された。
現行のトヨタマークが導入された後に発売されたが、リアエンブレムはトヨタ・ハイラックス同様「TOYOTA」とローマ字で記されていた。理由としては、ピックアップトラックユーザーの多くは、洗練されたロゴマークよりアルファベットの力強いマークを好む為であり、その後のトヨタ・タコマ等にもこの手法が受け継がれている。
1993年モデルイヤーは、フルサイズキャビンを搭載したが、エンジンとサスペンションは、旧型の兄弟車であるトヨタ・ハイラックスと共有する。競合するミッドサイズピックアップトラックのダッジ・ダコタよりは少し大型であったが、当時におけるフルサイズピックアップトラックとしては小型な部類に入る。経済的で信頼性は高く、実用的ではあったものの、前述の通りフルサイズピックアップトラックとしては小型な部類に入る事が災いし、ユーザーからは遠ざけられた。なお、コンパクトピックアップトラックのトヨタ・ハイラックスおよびトヨタ・タコマよりは大型であった。このサイズになった理由としては、同社がビッグスリーと競合する事を警戒した事が挙げられる。その為、一回り小型となった。
当初、販売は低調であったが、米国市場における販売台数は1996年時点で4万台半ばを記録した。なお、シボレー・C/Kの年間販売台数は約70万台、フォード・Fシリーズは約85万台、ダッジ・ラムは約40万台を記録した。また、T100の販売台数はダッジ・ラムの発売により約30％減少した。

## 評価
T100には、フルサイズピックアップトラックユーザーにアピールするには、やはり小型であり、エクステンデッドキャブ、V型8気筒の設定が無かった事が弱点であった。小型化は、より大型なピックアップトラックが発売される事を前提に計画された物であり、エクストラキャブの設定も視野に入れていた。また、燃費という面では3.0L V型6気筒は競合車種よりも優れた数値を出していた。なお、V型6気筒や小型化は、環境問題の影響も受けていた。
その他、馬力に関しても弱点ではあったものの、メディアからは高評価されており、J.D.パワー・アンド・アソシエイツ社の初期品質調査で「ベスト・フルサイズピックアップ」賞を、ポピュラー・サイエンス誌の「ベスト・オブ・ホワッツ・ニュー」賞を発売初年度に受賞している。また、生産開始初年度に初期品質調査賞を受賞したのは史上初であり、1994年（2年目）と1995年（3年目）にも再び、初期品質調査で「ベスト・フルサイズピックアップ」を受賞した。1997年にはJ.D.パワー・アンド・アソシエイツ社から再び「初期品質トップ3 – フルサイズ・セグメント」賞を受賞した。